# 目撃!にっぽん
『目撃!にっぽん』（もくげき!にっぽん）は、2017年4月9日から2022年3月27日までNHK総合テレビジョンで放送されたドキュメンタリー番組。2021年4月からはNHK BS1でも放送。
本項目では、前身番組として2010年4月3日から2017年4月1日まで放送された『目撃!日本列島』（もくげき!にっぽんれっとう）についても記載する。

## 概要
主に金曜19時台の地域情報番組で紹介されたルポルタージュを全国向け放送に再構成したもので、各地の地域内で起きている様々な問題点、時の人、旬の話題を紹介することで、地域の実情を広く全国の視聴者に訴えていく。
かつてNHKにも在籍した、元フジテレビプロデューサーの張江泰之は『目撃!にっぽん』を「数少ないヒューマンドキュメンタリー」と評している。
原則として、NHKの各地域放送局が制作を担当しており、ナレーションにはタレントを起用する場合がある（過去のナレーションについては外部リンクを参照）。
2010年度に開始された『目撃!日本列島』は、2017年度より放送枠を日曜日に移動して『目撃!にっぽん』に番組名を変更。放送時間が11分長くなり、『目撃!日本列島』の時代では行われなかった再放送も実施した。
2021年度より、放送時間が4分縮小された。同時にBS1においても、同じ総合テレビで放送されている『クローズアップ現代+』『ドキュメント72時間』などと共に放送を開始した。
2022年3月27日の放送をもって終了。同年4月9日より本番組の後継として『Dear にっぽん』が放送を開始した。放送時間は土曜日10:05 - 10:30（2023年3月26日より放送時間が日曜日8:25 - 8:50に変更）。

## 放送時間

### 目撃!にっぽん

#### 本放送
- 2017年4月9日 - 2019年3月31日：日曜日 6:15 - 6:49[6]
- 2019年4月7日 - 2021年3月28日：日曜日 6:10 - 6:44[5]※5分繰り上げ。
- 2021年4月4日 - 2022年3月27日：日曜日 6:10 - 6:40 ※4分縮小。

#### 再放送
- 2017年4月11日 - 2018年3月27日：火曜日 3:35 - 4:09
- 2018年6月1日 - 2019年1月11日：金曜日 15:08 - 15:42 ※祝日、年末年始、国会中継時、大相撲・高校野球などのスポーツ中継時は休止。
- 2019年4月12日 - 2020年8月21日：金曜日 14:05 - 14:39 ※祝日、国会中継時、高校野球などのスポーツ中継時は休止。
  - なお、2020年2月2日に放送された「ひとりを生きる 野村克也 84歳」は野村の死去後追悼番組として総合テレビで同年2月15日[7][8]、アンコール放送としてBS1で同年3月31日に放送された。
- 2021年4月8日 - 2022年3月31日：木曜日 17:00 - 17:30 ※BS1における放送。

### 目撃!日本列島

#### 総合テレビ（近畿地方以外）
- 最終土曜日を除く土曜日 11:30 - 11:53
  - 祝日、年末年始、高校野球などのスポーツ中継時は休止。
  - 2011年度まで最終土曜日は『新日本紀行ふたたび』を放送したが、2012年度は不定期化され、跡枠には『課外授業 ようこそ先輩』が移された。
  - 2012年3月31日は第84回選抜高等学校野球大会が雨天のため全試合順延となり、かつ岩手県・宮城県・福島県において『東北3県 さようならアナログ!もっとデジタル!』が放送された関係で、これ以外の地域では過去放送分の再放送が行われた[9]。

#### 近畿地方での特例
近畿地方では『週末応援ナビ☆あほやねん!すきやねん!』（2013年3月までは『ぐるっと関西おひるまえ』）に差し替えるため、以下のようになる。
| 年月      | 年月       | 近畿の放送日時             | 全国放送との日差 |
| --------- | ---------- | -------------------------- | ---------------- |
| 2010年4月 | 2010年12月 | 土曜日 9:00 - 9:23         | 2時間半先行      |
| 2011年1月 | 2011年3月  | 日曜日 10:25 - 10:49       | 1日遅れ          |
| 2011年4月 | 2012年3月  | 土曜日 10:50 - 11:14       | 7日遅れ          |
| 2012年4月 | 2013年3月  | 日曜日 14:35 - 14:58[10]   | 8日遅れ          |
| 2013年4月 | 2014年3月  | 水曜日 11:05 - 11:28[11]   | 4日遅れ          |
| 2014年4月 | 2016年3月  | 日曜日 8:00 - 8:23[12][13] | 8日遅れ          |
- 2012年3月30日は『ぐるっと関西おひるまえ』が休止のため他地域と同じ時間に放送した。
- 水曜日の放送となった2013年度は国会中継などの特別編成が組まれた場合はもう一週遅れて11日遅れでの放送となったり、別の日時・時間帯に変更される場合があった。
- 2016年4月より、同時ネットへ移行。

#### NHKワールド・プレミアム
金曜日 12:20 - 12:43（総合テレビより6日遅れ）
この放送時間帯は実質『金曜バラエティー』の後番組扱いとして2012年度に時間帯を移動した。2013年4月からはノンスクランブル放送の対象番組となり、「金曜バラエティー」終了と同時に外されていた金曜日当該時間帯のノンスクランブル放送枠が1年ぶりに再開することになった。

## 関連番組
- 日本の素顔（1957年11月10日 - 1964年4月5日）
- 現代の映像（1964年4月12日 - 1971年4月2日）
- ドキュメンタリー（1971年4月9日 - 1978年3月11日）
- ルポルタージュにっぽん（1978年4月8日 - 1984年3月8日）
- ドキュメント人間列島（1984年4月4日 - 1985年3月6日）
- 列島ドキュメント（1991年5月28日 - 1993年5月27日）
- ドキュメントにっぽん列島（1993年7月25日 - 1997年3月30日）
- ドキュメントにっぽん（1997年4月4日 - 2000年3月17日）
- にんげんドキュメント（2000年3月30日 - 2007年3月30日）
- ドキュメント にっぽんの現場（2007年4月12日 - 2009年3月14日）
- 地方発 ドキュメンタリー（2013年4月1日 - 2015年3月23日）
- NEXT 未来のために（2015年4月16日 - 2017年3月11日）